# Operacja Żagiel 2009
Operacja Żagiel 2009 (ang. The Tall Ships' Races 2009) – zlot żaglowców połączony z regatami oraz imprezami okolicznościowymi, organizowany przez Sail Training Association w 2009.

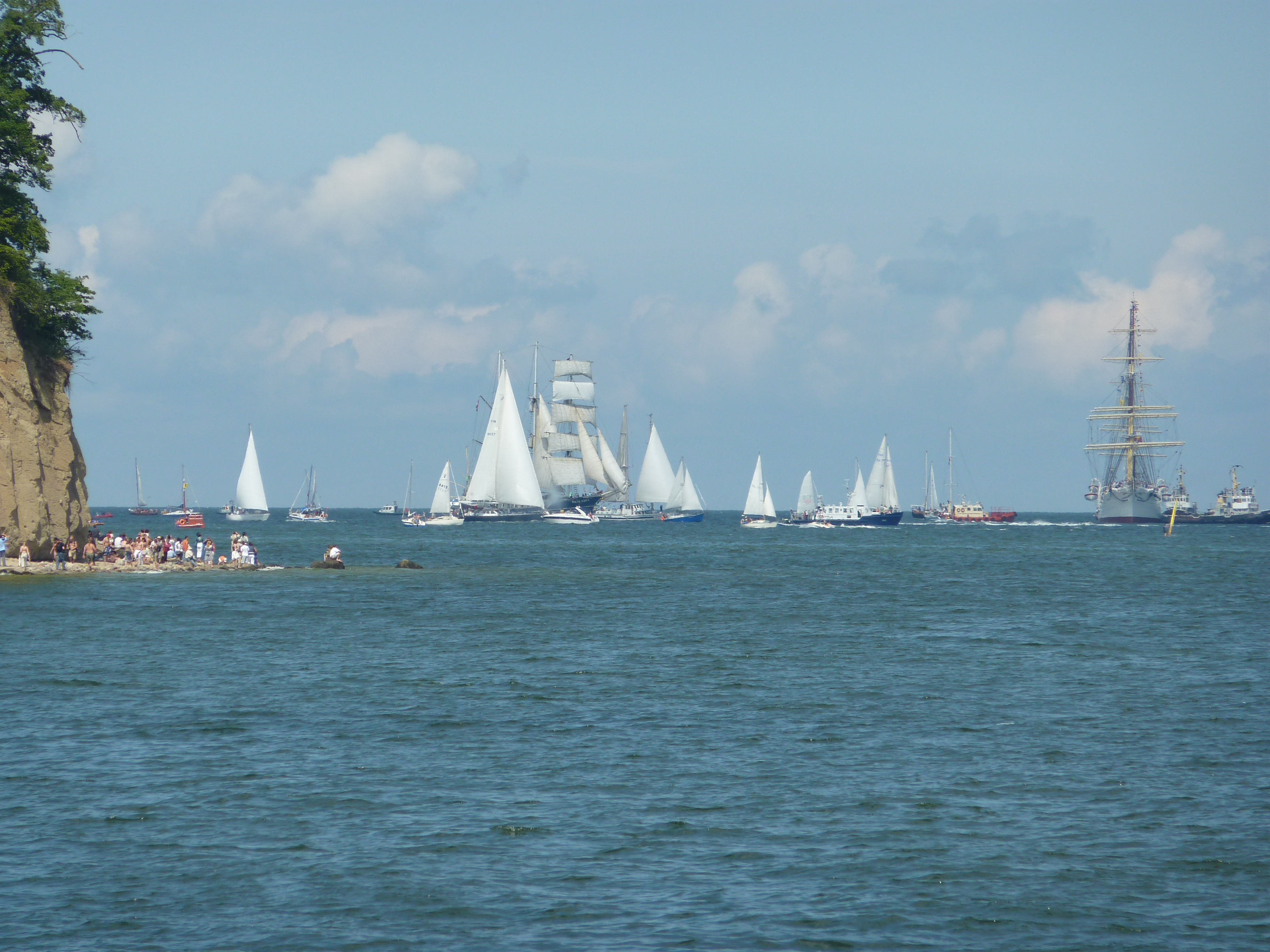
Parada żaglowców na Tall Ships' Races Gdynia 2009

## The Tall Ships' Races Baltic 2009
Przygotowanie jednostek do startu w regatach bałtyckich odbyło się w dniach 2 lipca – 5 lipca 2009 w Gdyni. Honorowym gościem parady żaglowców był Dar Pomorza, który w tym roku obchodził swoje setne urodziny.
Start do regat odbył się 5 lipca 2009 o godzinie 17.00 czasu polskiego z linii cypel Półwyspu Hel –  ujście Wisły Śmiałej. Wystartowało 105 jednostek.

### Wyniki
- Klasyfikacja generalna (Cape Horn Trophy)
  - Christian Radich –  NOR
- Klasa B (Florence Cup)
  - Jacob Meindert –  HOL
- Klasa C (Angela Cup)
  - ST IV –  EST
- Klasa D (Illingworth Trophy)
  - Hebe III –  CZE
- STI Friendship Trophy
  - Sharki –  POL

## The Tall Ships Atlantic Challenge 2009
Przygotowanie jednostek do startu w regatach atlantyckich odbyło się w dniach 30 kwietnia – 3 maja 2009 w Vigo w Hiszpanii.

## Upamiętnienia
Z okazji Zlotu Wielkich Żaglowców, Poczta Polska wprowadziła do obiegu znaczek w formie bloku. Znajduje się na nim "Dar Młodzieży" na tle panoramy gdańskiego portu.